# Franciszkanki Niepokalanej
Siostry Franciszkanki Niepokalanej, FI (łac. Congregatio Sororum Franciscanorum Immaculatae) – katolickie żeńskie zgromadzenie zakonne na prawach papieskich założone w 1982 r. we Włoszech przez o. Stefana M. Manellego i o. Gabriela M. Pellettieri. Żeński odpowiednik Franciszkanów Niepokalanej.

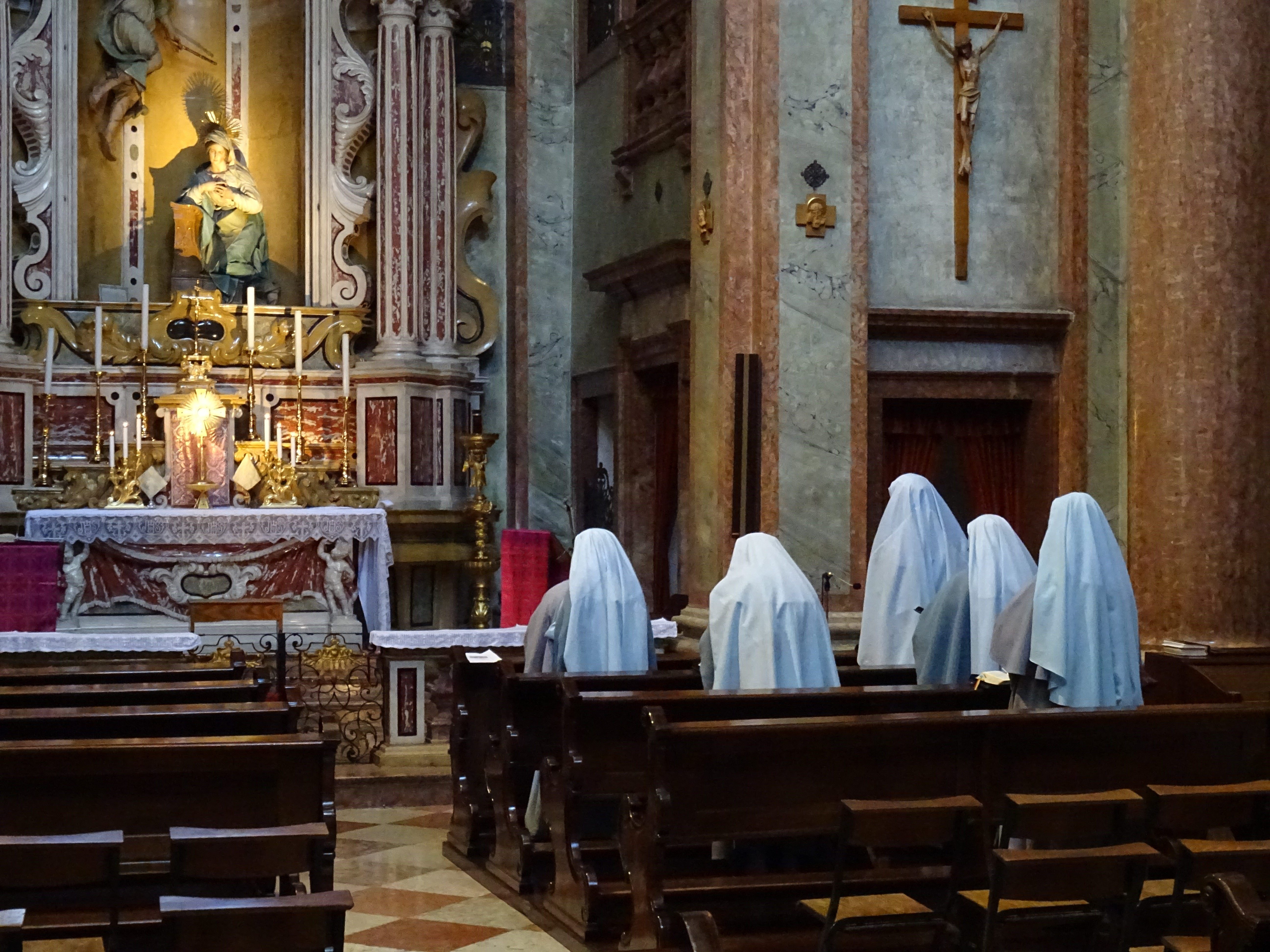
Siostry Franciszkanki Niepokalanej na modlitwie

## Historia Zgromadzenia
Początki zgromadzenia sięgają roku 1969, kiedy to o. Stefan M. Manelli OFMConv. w Wigilię Bożego Narodzenia skierował list do generała Braci Mniejszych Konwentualnych, o. Basilio Heisera, prosząc go o pozwolenie na rozpoczęcie nowej formy życia franciszkańskiego, zbliżonego do źródeł, tj. do reguły zakonnej sformułowanej przez św. Franciszka. Generał zakonu zlecił o. Manellemu napisanie programu dla takiej wspólnoty. W ten sposób powstał „Szlak życia franciszkańskiego odnowiony dzisiaj”, od 1982 r. noszący nazwę „Maryjny Szlak Życia Franciszkańskiego”.
O. Basilio Heiser zaaprobował projekt dnia 21 kwietnia 1970 r. Zachęcił też o. Stefana, aby znalazł sobie towarzysza, z którym mógłby rozpocząć nowe doświadczenie. Wybór padł na o. Gabriela M. Pellettieri. 2 sierpnia tego samego roku dwaj ojcowie przybyli do Frigento, gdzie starali się jak najdoskonalej odtworzyć wzór, który stanowiły dla nich pierwsze wspólnoty franciszkańskie uformowane przy Porcjunkuli. Klasztor we Frigento nazwano „Domem Maryjnym”. Wszystkie później stworzone klasztory Franciszkanów Niepokalanej zostały także tak nazwane.
Dom Maryjny nabierał własnego charakteru, zarówno w sposobie prowadzenia życia wspólnotowego, jak i dzieł apostolskich, a jego odrębność z biegiem lat stawała się coraz bardziej wyraźna. Dlatego też Nadzwyczajna Kapituła Prowincjalna zwołana w Neapolu w roku 1989 uznała Wspólnotę z Frigento za miejsce dojrzewania nowego charyzmatu, który nie mieści się w ramach Konstytucji Braci Mniejszych Konwentualnych. Sprawa została przedłożona Papieżowi Janowi Pawłowi II, który w 1990 roku udzielił arcybiskupowi Beneventu Carlo Minchiattiemu władzy do erygowania nowego Instytutu Zakonnego na prawach diecezjalnych. Instytut został nazwany Franciszkanie Niepokalanej. Osiem lat później, 1 stycznia 1998 r. otrzymał zatwierdzenie papieskie.

### Gałąź żeńska
Równolegle do zakonu męskiego rozwijała się jego gałąź żeńska. Powstała ona na Filipinach, gdzie w 1982 r. grupa dziewcząt prowadzona przez o. Gabriela założyła wspólnotę uznaną przez kardynała J. Sina, ówczesnego arcybiskupa Manili. W 1988 r. wspólnota przeniosła się do Włoch i 2 sierpnia 1993 r. zyskała rangę Instytutu na prawach diecezjalnych, który 23 czerwca 1998 r. otrzymał zatwierdzenie papieskie.

## Charyzmat Zgromadzenia
Charyzmat Franciszkanek Niepokalanej oparty jest na Regule Zatwierdzonej św. Franciszka z Asyżu oraz na Maryjnym Szlaku Życia Franciszkańskiego, który wyraża jej wymiar maryjny. Dokumenty te zawarte są w tzw. Księdze Uświęcenia i razem z Konstytucjami i Dyrektorium tworzą pełen zbiór przepisów regulujących życie zakonne zgromadzenia. Głównym założeniem charyzmatu jest powrót do źródeł franciszkanizmu i jego przeżywanie na wzór pierwszych wspólnot Zakonu franciszkańskiego, zwłaszcza tych obecnych przy Porcjunkuli. Innym ważnym źródłem inspiracji jest duchowość św. Maksymiliana Marii Kolbego i założone przez niego klasztory w Niepokalanowie i Nagasaki, nastawione na działalność apostolską na rzecz szerzenia czci Maryi.

### Ślub Maryjny
Najbardziej specyficznym wyrazem tego charyzmatu jest ślub bezgranicznego poświęcenia się Niepokalanej, zwany Ślubem Maryjnym, składany przy profesji zakonnej jako pierwszy spośród czterech ślubów (z których pozostałe odpowiadają radom ewangelicznym). Jak wskazują zakonne konstytucje: „Ślub Maryjny jest uroczystym przyrzeczeniem bezgranicznego poświęcenia się Niepokalanej na Jej «całkowitą własność», uczynionym Bogu podczas profesji zakonnej, w celu przyspieszenia nadejścia Królestwa Chrystusa na świat; niesie on ze sobą obowiązek pełnienia tej samej powszechnej misji Niepokalanej Pośredniczki”.

## Działalność Apostolska
Działalność apostolska Zgromadzenia skupia się przede wszystkim na środkach masowego przekazu, obejmujących zwłaszcza publikacje książkowe oraz radio. Franciszkanki Niepokalanej posiadają również placówki misyjne w Afryce, Azji i Ameryce Południowej, gdzie prowadzą szeroko pojętą ewangelizację i obejmują troską biednych i potrzebujących.

## Formacja
Formacja Franciszkanek Niepokalanej obejmuje następujące etapy: aspirantura (ok. 1 roku); postulat (ok. 1 roku); nowicjat (1 rok); profesja czasowa odnawiana co roku (3-5 lat); profesja wieczysta.

## Franciszkanki Niepokalanej w Polsce
Od 2008 roku Franciszkanki Niepokalanej są obecne w Polsce. Ich placówka mieści się w Warszawie.